# Branka Batinić
Branka Batinić (* 8. Mai 1958 in Vinkovci) ist eine jugoslawische und kroatische Tischtennisspielerin sowie -trainerin. Sie ist zweifache Vize-Europameisterin.

## Nationale Erfolge auf dem Balkan
Als Achtjährige begann Batinić mit dem Tischtennisspiel. Mit 17 Jahren zog sie nach Zagreb und schloss sich zuerst dem Verein Marathon Zagreb, danach dem Erstligaklub Mladost Zagreb an. Hier wurde sie lange Jahre von dem Trainer Zlatko Novakovic betreut.
Insgesamt 42-mal wurde sie kroatische und 22-mal jugoslawische Meisterin. 250-mal wurde sie in Länderspielen für Jugoslawien eingesetzt.

## Weltmeisterschaften
Sechsmal wurde Batinić im Zeitraum 1973 bis 1985 für Weltmeisterschaften nominiert. Dabei erzielte sie bei der WM 1981 ihren größten Erfolg, als sie im Mixed mit Dragutin Šurbek Bronze gewann.
2006 in Bremen wurde sie im Einzel (durch einen 3:2-Sieg im Endspiel über Larisa Farina, Russland) und im Doppel (zusammen mit Larisa Farina durch einen 3:1-Sieg im Endspiel über die Japanerinnen Kimie Iwata und Yumi Oshima) Weltmeisterin in der Klasse der Seniorinnen 40.

## Europameisterschaften
Bei der Europameisterschaft holte sie 1975 den ersten Titel, als sie im Jugendwettbewerb mit der jugoslawischen Mannschaft den Titel gewann. Von 1974 bis 1986 nahm sie siebenmal an der EM für Erwachsene teil. 1982 wurde sie im Mixed mit Dragutin Šurbek Vizeeuropameisterin, ebenso 1984 im Doppel mit Gordana Perkučin und mit der Mannschaft.
Bei den Senioren gewann sie 2009 den Titel in der Klasse Ü50 im Einzel und im Doppel mit der Russin Larisa Farina, 2015 wiederholte sie den Erfolg im Einzel.

## Deutschland
1986 wechselte Batinić von Mladost Zagreb in die 1. Bundesliga zum Verein FTG Frankfurt, mit dem sie 1987 die deutsche Meisterschaft gewann. Da wegen der ab 1987 geltenden neuen Ausländerregelung nur noch eine Ausländerin in einer deutschen Mannschaft eingesetzt werden durfte, verließ sie Frankfurt Richtung Triest (Italien) und beendete den internationalen Leistungssport. 1992 kehrte sie nach Deutschland zum TTC Assenheim zurück, um 1994 in die 1. Bundesliga aufzusteigen. 1996 wechselte sie zum TSG Dülmen.

## Trainer
Später arbeitete sie als Trainerin. Von 1998 bis 2006 war sie Spielertrainerin beim Verein NSC Watzenborn-Steinberg (2. Bundesliga, Regionalliga), im Januar 2006 wechselte sie zur Tischtennisschule von Borussia Düsseldorf. Für den Weltverband ITTF leistete sie Tischtennis-Entwicklungshilfe in den Ländern Kenia, Jordanien sowie Trinidad und Tobago.
Sie trainiert aber immer noch erfolgreich die Tischtennisabteilung des KSV Klein-Karben und des TV Okarben sowie den TTC Ober-Erlenbach und den TSV Klein-Linden. Seit 2011 spielte sie in der Hessenliga beim SG Lahr (vorher ESV Weil).

## Privat
Batinić absolvierte ein Studium der Wirtschaftswissenschaften.

## Turnierergebnisse
| Verband | Turnier                               | Jahr | Ort        | Land | Einzel     | Doppel        | Mixed      | Team |
| ------- | ------------------------------------- | ---- | ---------- | ---- | ---------- | ------------- | ---------- | ---- |
| YUG     | Balkan Meisterschaft                  | 1985 | Pleven     | BUL  | Silber     |               | Gold       | 1    |
| YUG     | Balkan Meisterschaft                  | 1984 | Athen      | GRE  | Gold       | Gold          |            | 1    |
| YUG     | Balkan Meisterschaft                  | 1983 | Ivangrad   | YUG  | Halbfinale | Silber        | Silber     |      |
| YUG     | Balkan Meisterschaft                  | 1982 | Izmir      | TUR  | Silber     |               |            |      |
| YUG     | Balkan Meisterschaft                  | 1981 | Constanza  | ROU  | Gold       | Silber        | Silber     |      |
| YUG     | Balkan Meisterschaft                  | 1980 | Varna      | BUL  | Silber     | Silber        | Gold       | 1    |
| YUG     | Balkan Meisterschaft                  | 1977 | Brasov     | ROU  | Halbfinale | Gold          | Silber     |      |
| YUG     | Balkan Meisterschaft                  | 1976 | Samsun     | TUR  | Gold       | Silber        |            |      |
| YUG     | Europameisterschaft                   | 1986 | Prag       | TCH  | letzte 16  |               | Halbfinale |      |
| YUG     | Europameisterschaft                   | 1984 | Moskau     | URS  |            | Silber        | Halbfinale | 2    |
| YUG     | Europameisterschaft                   | 1982 | Budapest   | HUN  |            | Viertelfinale | Silber     |      |
| YUG     | Europameisterschaft                   | 1980 | Bern       | SUI  |            | Viertelfinale |            |      |
| YUG     | Europameisterschaft                   | 1978 | Duisburg   | FRG  |            | Viertelfinale |            |      |
| YUG     | Europameisterschaft                   | 1976 | Prag       | TCH  | letzte 16  |               |            |      |
| YUG     | Europameisterschaft                   | 1974 | Novi Sad   | YUG  |            | Viertelfinale |            |      |
| YUG     | Jugend-Europameisterschaft (Junioren) | 1975 | Zagreb     | YUG  |            |               |            | 1    |
| YUG     | EURO-TOP12                            | 1987 | Basel      | SUI  | 11         |               |            |      |
| YUG     | EURO-TOP12                            | 1986 | Sodertalje | SWE  | 4          |               |            |      |
| YUG     | EURO-TOP12                            | 1985 | Barcelona  | ESP  | 8          |               |            |      |
| YUG     | EURO-TOP12                            | 1984 | Bratislava | TCH  | 7          |               |            |      |
| YUG     | EURO-TOP12                            | 1983 | Cleveland  | ENG  | 12         |               |            |      |
| YUG     | Mittelmeer-Spiele                     | 1979 | Hvar Split | YUG  | 3          |               |            |      |
| YUG     | Weltmeisterschaft                     | 1985 | Göteborg   | SWE  | letzte 32  | letzte 32     | letzte 16  | 15   |
| YUG     | Weltmeisterschaft                     | 1983 | Tokio      | JPN  | letzte 128 | letzte 64     | letzte 16  | 13   |
| YUG     | Weltmeisterschaft                     | 1981 | Novi Sad   | YUG  | letzte 64  | letzte 32     | Halbfinale | 11   |
| YUG     | Weltmeisterschaft                     | 1979 | Pyongyang  | PRK  | letzte 32  | letzte 32     | letzte 16  | 8    |
| YUG     | Weltmeisterschaft                     | 1977 | Birmingham | ENG  | letzte 64  | letzte 64     | Qual       | 14   |
| YUG     | Weltmeisterschaft                     | 1973 | Sarajevo   | YUG  | letzte 64  | Qual          | letzte 64  |      |

## Philatelie
Die Post in Zagreb Kroatien verwendete folgenden Sonderstempel: 4. Februar 2002: Tischtenniseuropameisterschaft 2002, Branka Batinić.